# Lancia Y
La Lancia Y è un'autovettura prodotta dalla casa automobilistica italiana Lancia dal 1995 al 2003, quale erede della Autobianchi/Lancia Y10. Come la sua progenitrice ebbe un ottimo successo di vendite, in particolar modo nel mercato italiano, dove a soli due mesi dal debutto fece registrare 42.000 unità vendute, sebbene non sia mai stata proposta con motorizzazioni a gasolio in alternativa a quelle benzina.

## Il contesto
Il progetto di una nuova vettura destinata a sostituire la Y10 iniziò nel 1992, quando quest'ultima ricevette il suo ultimo facelift. Le direttive dei responsabili marketing per questa nuova Lancia stabilirono che si doveva dare vita a un'auto che si distinguesse per una forma della carrozzeria totalmente nuova, ricercata e accattivante, ma che riuscisse, allo stesso tempo, a evocare le sue antenate, dalle più antiche Lancia Ardea e Appia, fino alla più recente Y10.
Il lavoro di creazione della piccola di casa Lancia, che durò quasi tre anni, partì con lo studio delle vecchie glorie di casa, passando attraverso la produzione di alcuni schizzi e finendo con la produzione di un modello in polistirolo in scala reale. Si lavorò contemporaneamente su produrre tre diverse proposte, due delle quali del Centro Stile Lancia, diretto dall'ing. Enrico Fumia, e una dell'I.De.A. Institute.
Dei tre, il modello che venne scelto, proposto dal Centro Stile Lancia, era molto simile alla versione definitiva, seppure con qualche modifica. Era ad esempio prevista la maniglia esterna di apertura della porta integrata nella fascia paracolpi nera che cinge l'esterno dell'auto; tale maniglia fu però spostata, per maggiore praticità, e integrata nel montante della portiera. Erano inoltre previsti tergicristalli e tergilunotto a scomparsa.
Tra le due proposte scartate, in quanto meno originali della prima, una consisteva nella reinterpretazione della Y10 in chiave moderna.

## Lo stile
Esternamente, l'auto si caratterizza per il suo design fondato sul concetto estetico che il progettista, Enrico Fumia, definisce "quadrifrontale", il quale si esprime frontalmente, posteriormente e nelle fiancate; è descritto da linee arcuate, tese, che convergono in uno spigolo e che dividono in quattro le superfici.
La calandra richiama la forma dello scudetto Lancia e ha il consueto tipo di griglia a sbarrette verticali; il cofano, riprende in due particolari le antenate Ardea e Appia: la venatura che lo divide in due parti simmetriche e la sua convergenza nella calandra.
Nella vista laterale è presente un arco nero, tangente ai passaruota, che divide l'intera fiancata; questo è rintracciabile sia sulla Y10 in quella venatura che percorre la fiancata, sia su Appia e Ardea, sebbene in queste ultime occupava una posizione un po' diversa rispetto alle piccole Lancia più recenti.
Merita inoltre di essere menzionato il programma Kaleidos, che prevedeva di poter personalizzare la propria Y con uno dei 100 colori extra serie, sia metallizzati che pastello. I colori si suddividevano in 25 tonalità di blu, 16 tinte viola, 25 verdi, 15 tra grigi e marroni, e 19 rossi. Oltre a questi colori, erano presenti altre 12 tinte standard.
Era dotata di interni ben assemblati e rifiniti, 5 posti, plastiche "soft-touch" (una chicca all'epoca per un'utilitaria) e di una nutrita serie di accessori e personalizzazioni. Una delle tante novità di rilievo era il quadro strumenti in posizione centrale, che diventò un segno distintivo anche per le generazioni successive del modello.

## Le versioni

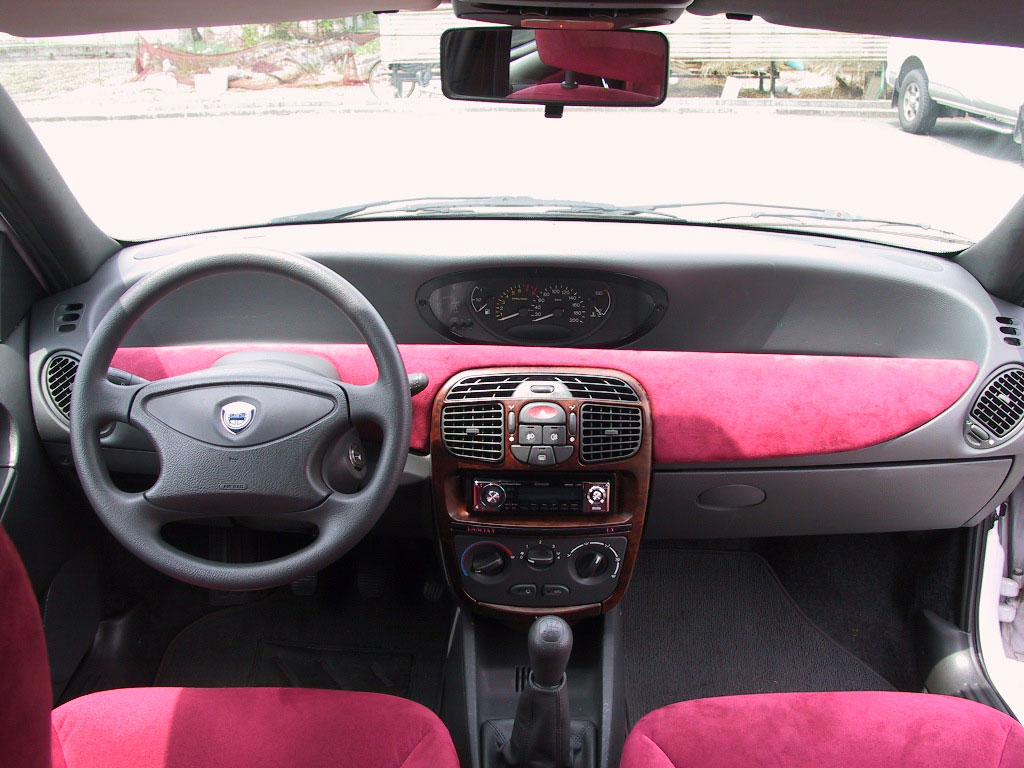
Interni in alcantara di una Lancia Y LX, prima serie

Inizialmente, la gamma prevedeva tre versioni, identificate dalle sigle LE, LS e LX. Successivamente sono stati introdotti gli allestimenti Elefantino Blu, Elefantino Rosso e Cosmopolitan.
L'allestimento LE, disponibile inizialmente con la sola motorizzazione 1.2 8v, poi anche con la variante a 16v, non ha avuto molto successo. Questa versione è stata infatti disponibile solo fino al 1998, non molto tempo dopo il debutto della più preferita versione Elefantino Blu, che offriva una dotazione di serie paragonabile a quest'ultima, ma a un minor prezzo.
La versione LS, molto apprezzata dalla clientela, prevedeva una dotazione di serie ricca: eleganti rivestimenti interni in tessuto, in tinta rossa, blu o verde, quadro strumenti con contagiri e sensore della temperatura esterna, chiusura centralizzata, servosterzo e, dal 1998, anche poggiatesta posteriori, climatizzatore manuale e specchietti retrovisori elettrici e riscaldabili. Questa versione era abbinata inizialmente ai motori 1.2 8v e 1.4 12v, quindi anche al 1.2 16v.
La versione LX, come da tradizione Lancia, era la top di gamma. Tra i numerosi particolari che la contraddistinguono, sono da citare i retrovisori elettrici in tinta con la carrozzeria, i fendinebbia, gli pneumatici maggiorati, i pregiati interni rivestiti in Alcantara, disponibili nei colori tinta unita rossa, verde o bianca fino all'anno 1998, e da quell'anno in poi nei colori grigio con inserti rossi, blu con inserti azzurri e beige con inserti marroni; con sovrapprezzo invece si poteva richiedere come rivestimento la Pelle Connolly, in tinta rossa, verde oppure beige. La dotazione di serie di questo modello è stata gradualmente arricchita nel tempo, a partire dal climatizzatore fino ai cerchi in lega diamantati e all'ABS.
Dal 1997 entrò in listino la versione Elefantino Blu, la nuova versione entry level della Y. Questa versione ha contribuito non poco ad aumentare la diffusione della Y, in quanto consentiva di acquistare a un prezzo competitivo un'utilitaria sufficientemente equipaggiata, dotata di finiture di classe e di un livello di comodità superiore alla media. A questo si univa inoltre la vivacità dei rivestimenti interni e delle colorazioni esterne, che la rendevano apprezzata anche dal pubblico più giovane che voleva distinguersi.
Nel 1998 fu il turno della Elefantino Rosso, che si fregiava del simbolo che ha accompagnato la squadra corse HF. Questa versione si riconosceva per i cerchi in lega bruniti da 15" e gomme maggiorate, le calotte degli specchietti retrovisori in colore grigio titanio, la calandra in tinta con la carrozzeria, il volante e il pomello del cambio in pelle con cuciture rosse e la strumentazione interna retroilluminata di colore rosso invece che verde, i sedili dedicati con trama centrale in tessuto con disegnati i quadranti del conta chilometri e i fianchetti laterali dei sedili in alcantara, la stessa alcantara si trova anche sulla plancia. In questo allestimento montava il motore 1.2 16v, un assetto sportivo e un cambio sportivo a 5 rapporti.
Era inoltre presente una versione speciale per il mercato estero, la Cosmopolitan, che prende il nome dalla omonima rivista, costruita sulla base della versione LX, dalla quale si differenzia specialmente per alcuni dettagli estetici sia esterni che interni in colore titanio. Altra versione speciale era la Elefantino Blues, derivata dalla Elefantino Blu, ma che rispetto a quest'ultima offriva di serie un'autoradio Clarion con lettore CD, specchietti esterni in tinta e airbag guidatore.

## La meccanica
I motori erano tutti a benzina, parte della serie FIRE già utilizzati per primi della sua progenitrice in cilindrate 1108 e 1242 cm³ a 8 valvole, più il 1.4 a 12 valvole "Pratola Serra" da 80 CV (75 CV in versione depotenziata per l'estero), adottato in quel periodo anche dalla Fiat Bravo/Brava, che avrebbe equipaggiato le versioni di punta LS e LX.
Visto lo scarso successo della motorizzazione 1.4, dopo un breve lasso di tempo (1 anno o poco più) fu sostituito dalla prima evoluzione con testata plurivalvole del 1242 cm³ dotato di iniezione multipoint sequenziale, con la considerevole potenza di 86 CV a 6000 giri/min e coppia max. 113 Nm a 4500 giri/min, che debuttò proprio su questo modello (come fu all'epoca, nel 1985, per il 999 8v sulla Y10), il più veloce della sua categoria e tuttora fra i migliori motori aspirati di questa cilindrata per rendimento.
Particolare il sistema di comando della distribuzione: una cinghia dentata comanda l'albero a camme delle valvole di scarico; da questi, un rinvio a ingranaggi comanda l'albero a camme delle valvole di aspirazione invece della singola puleggia per ognuno di essi (ciò consente maggiore compattezza del coperchio della distribuzione).
Questa motorizzazione sulla versione Elefantino Rosso, come la cugina Punto Sporting era dotata di rapporto finale del cambio più corto, assetto ribassato con barre stabilizzatrici maggiorate e scatola sterzo più diretta; raggiungeva i 177 km/h di velocità massima ed era l'unica ad avere di serie omologati cerchi specifici in lega leggera da 15" con misura 195/50 di gommatura. Per chi desiderava invece una versione più discreta e confortevole nella gamma erano presenti le versioni LS e LX, in grado di raggiungere la stessa velocità massima e di scattare sul chilometro da fermo in 33,3 secondi.
La rivista specializzata "Quattroruote" oltre l'uso cittadino, nella prova su strada della "Y 16V LX" elogiò tra l'altro l'ottima (data la cilindrata) riserva di potenza del motore nella marcia autostradale con una comodità per il guidatore e passeggeri degna di un'auto di categoria superiore, rendendola di fatto un'autovettura polivalente, adatta a tutti i tipi di percorso.

## Restyling 2000

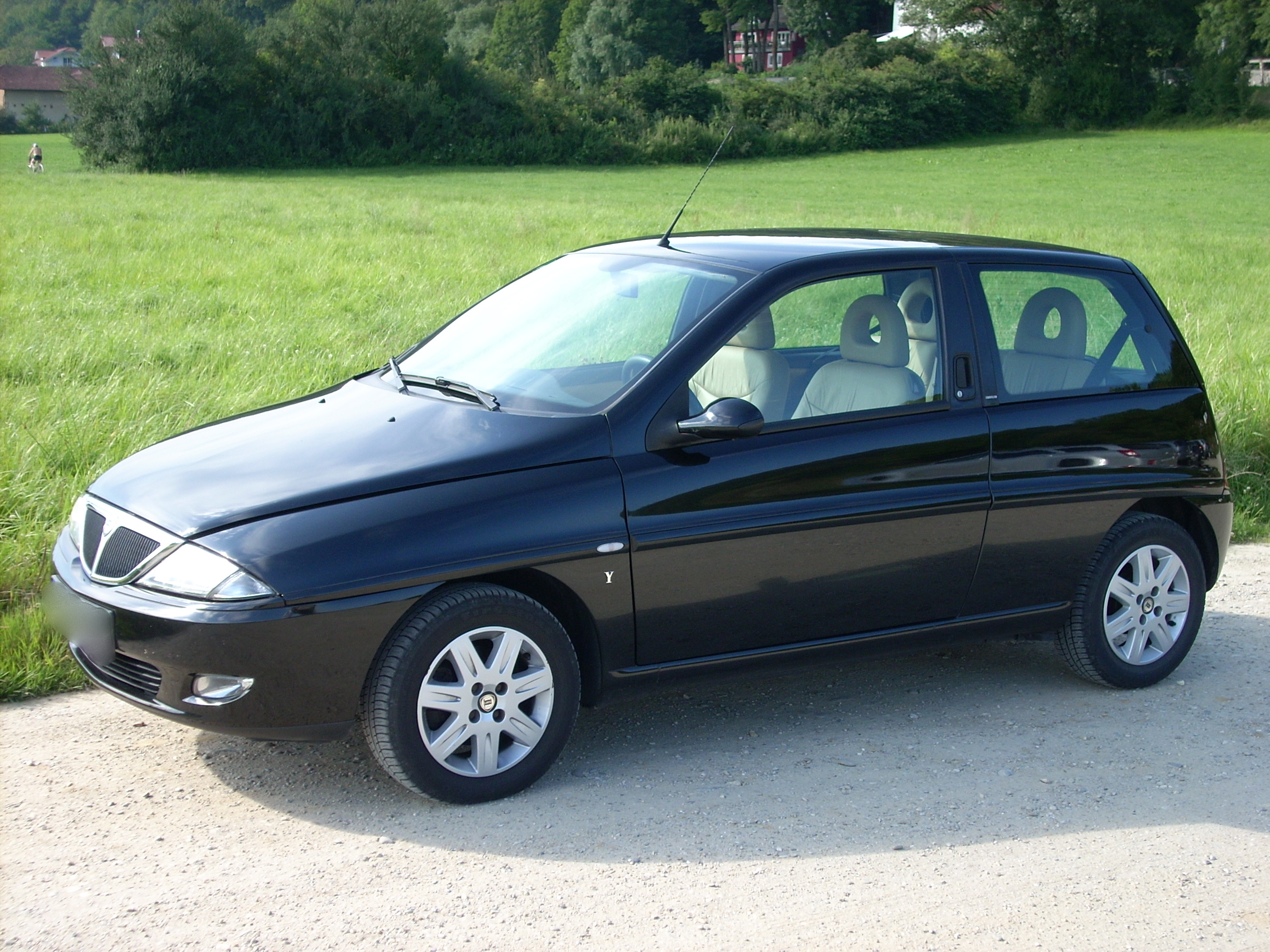
Vista di una Lancia Y ristilizzata

Nell'ottobre del 2000 venne effettuato un leggero restyling esterno e interno. Le modifiche esterne riguardano un nuovo scudo Lancia più grande del precedente, nuovi paraurti, nuovi gruppi ottici posteriori, nuovo disegno dei copriruota e nuova forma dei fendinebbia; inoltre le caratteristiche modanature laterali che corrono lungo tutta la fiancata dell'auto diventano più smussate e in tinta con la carrozzeria. All'interno la modifica più significativa sono i poggiatesta forati invece che pieni e una nuova conformazione dei sedili; cambia il volante, ora simile a quello della Lancia Lybra, la plancia rimane immutata (ma su alcune versioni non si può fare a meno di notare una piccola caduta di stile, non fu più disponibile con materiale "soft-touch" al contrario della prima serie, come anche la perdita del catarifrangente di sicurezza sulle portiere e del ricircolo aria a comando elettrico tramite pulsante, sostituito con la leva meccanica delle versioni non climatizzate e il pulsante del condizionatore incorporato sulla pulsantiera centrale insieme all'"hazard", fendi/retronebbia e lunotto termico) e un leggero restyling del quadro strumenti, più leggibile e moderno, soprattutto nel display con l'utilizzo di led. La lunghezza aumentò leggermente da 3,72 metri a 3,74 metri.
Le versioni più accessoriate LX e "Elefantino Rosso", che costavano di listino €15.060, come nella serie precedente avevano dotazioni di serie notevoli per la categoria, comprendenti airbag sul lato guida e passeggero, il climatizzatore, l'ABS, servosterzo, l'autoradio Blaupunkt con 6 altoparlanti con navigatore satellitare, il sedile posteriore sdoppiato con poggiatesta, l'interno in Castiglio simile all'Alcantara precedentemente utilizzata sulla prima serie, ma meno raffinato (e costoso), il display per la temperatura esterna, gli specchietti a comando elettrico verniciati nello stesso colore della carrozzeria (color Titanio sull'Elefantino Rosso, coordinati ai cerchi, alla plancia interna e al quadro strumenti con illuminazione rossa anziché verde come le altre versioni), la chiusura centralizzata con telecomando, gli alzacristalli elettrici, il sedile e il volante regolabili (in pelle con cuciture rosse su Elefantino Rosso), i fendinebbia e i cerchi in lega con pneumatici 185/60 R 14 per la LX e 195/50 R15 per la Elefantino Rosso.

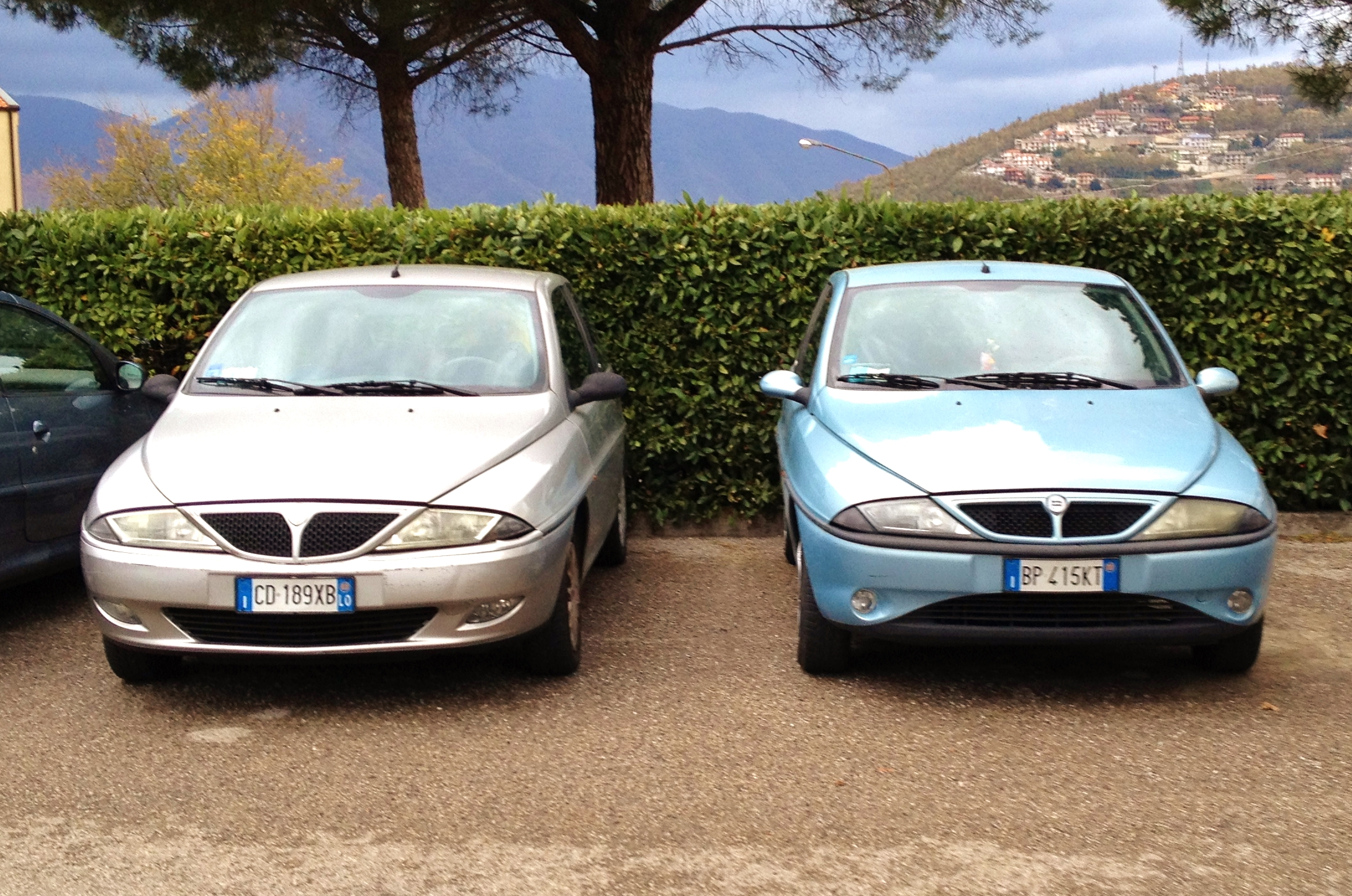
Confronto tra versione restyling (sinistra) e pre-restyling (destra)

Negli anni successivi vennero messe in commercio altre versioni speciali dalle denominazioni di (in ordine di produzione): DoDo, Unica, Vanity e Nuova LS, "canto del cigno" di questo fortunato modello. Le versioni 16v riducono la loro potenza di 6 CV a causa delle nuove normative Euro 3 antinquinamento, riducendo le emissioni con una erogazione meno puntata agli alti regimi e più lineare, mantenendo i consumi.
Viene modificato anche il propulsore 1242 da 60 CV, il quale guadagna il sistema di iniezione sequenziale multipoint, ma perde la potenza e la grinta propria dello stesso motore in configurazione Euro 2 e con alimentazione singlepoint, a causa delle riduzioni di CO2 che dovevano rientrare nei limiti della suddetta direttiva Euro 3.
Viene inoltre tolto dal listino il propulsore 1108 da 54 CV, in quanto non era ancora stato adeguato alla nuova direttiva Euro 3. Rimanevano dunque a listino solamente le versioni 1.2 8v da 60 CV e 1.2 16v da 80 CV.
Nel settembre 2003 dopo otto anni di onorata carriera e 802.605 esemplari prodotti, debuttò la sua erede, la Lancia Ypsilon, da cui venne sostituita a partire dall'anno successivo.

## Motorizzazioni
| Modello                  | Disponibilità           | Motore                       | Cilindrata cm³ | Potenza                      | Emissioni CO2 (g/km) | Coppia max             | 0–100 km/h (secondi) | Velocità max (km/h) | Consumo misto (km/l) |
| 1.1 F.I.R.E. 8V 54       | dal debutto a fine 2000 | 4 cilindri in linea, Benzina | 1108           | 40 kW (55 CV) @5500 giri/min | 120 g                | 86 N·m @2750 giri/min  | 15,1                 | 150                 | 15,9                 |
| 1.2 F.I.R.E. 8V 60       | dal debutto a fine 2000 | 4 cilindri in linea, Benzina | 1242           | 44 kW (60 CV) @5500 giri/min | 136 g                | 102 N·m @3000 giri/min | 13,1                 | 163                 | 14,9                 |
| 1.2 F.I.R.E. 16V 86      | dal 1997 a fine 2000    | 4 cilindri in linea, Benzina | 1242           | 63 kW (86 CV) @6000 giri/min | 156 g                | 113 N·m @4500 giri/min | 10,9                 | 177                 | 14,1                 |
| 1.4 Pratola Serra 12V 80 | dal debutto a fine 1997 | 4 cilindri in linea, Benzina | 1370           | 59 kW (80 CV) @6000 giri/min | 140 g                | 112 N·m @4000 giri/min | 12,4                 | 170                 | 12,8                 |
| 1.2 F.I.R.E. 8V 60       | dal 2001 a fine 2003    | 4 cilindri in linea, Benzina | 1242           | 44 kW (60 CV) @5000 giri/min | 136 g                | 104 N·m @2500 giri/min | 14,1                 | 160                 | 17,5                 |
| 1.2 F.I.R.E. 16V 80      | dal 2001 a fine 2003    | 4 cilindri in linea, Benzina | 1242           | 59 kW (80 CV) @5000 giri/min | 144 g                | 114 N·m @4000 giri/min | 11,2                 | 174                 | 16,6                 |